# Петивериевые
Петивериевые (лат. Petiveriaceae) — семейство покрытосеменных двудольных растений порядка Гвоздичноцветные (Caryophyllales).

## Ботаническое описание
Деревья, кустарники, лианы или травы. Листья очерёдные, простые, жилкование перистое.
Цветки собраны метёлки или кисти. Лепестки отсутствуют. Завязь верхняя, одногнёздная, образована только одним плодолистиком. Плод: крылатка, ягода, мешочек или семянка.

## Таксономия
Petiveriaceae C.Agardh, Aphor. Bot.: 221 (1824).
Ранее рассматривалось в ранге подсемейства Rivinoideae Nowicke (1968), или Petiverioideae Arn. (1832), семейства Лаконосовые (Phytolaccaceae), но для исключения парафилии — имеют более тесную связь с семейством Никтагиновые (Nyctaginaceae) — было выделено в отдельное семейство в системе APG IV.

### Синонимы
- Hilleriaceae Nakai (1942)
- Rivinaceae C.Agardh (1824) — Ривиновые
- Seguieriaceae Nakai (1942)

### Роды
Семейство включает 9 родов и 20 видов:
| Род                                        | Видов | Синонимы рода                  |
| ------------------------------------------ | ----- | ------------------------------ |
| Gallesia Casar. — Галлезия                 | 1     |                                |
| Hilleria Vell. — Гиллерия                  | 3     | Mohlana Mart.                  |
| Ledenbergia Klotzsch ex Moq. — Леденбергия | 2     | Flueckigera Kuntze             |
| Monococcus F.Muell. — Монококкус           | 1     |                                |
| Petiveria L. — Петиверия                   | 1     |                                |
| Rivina L. — Ривина                         | 1     | Mancoa Raf., nom. rej.         |
| Schindleria H.Walter                       | 2     |                                |
| Seguieria Loefl. — Сегьюерия               | 6     | Albertokuntzea Kuntze          |
| Trichostigma A.Rich. — Трихостигма         | 3     | Villamilla Ruiz & Pav. ex Moq. |